# Eupatorium camiguinense
Eupatorium camiguinense là một loài thực vật có hoa trong họ Cúc. Loài này được Merr. mô tả khoa học đầu tiên năm 1912.